# Kraftwerk Rhinau
Das Kraftwerk Rhinau ist ein Laufwasserkraftwerk am Rhein in Frankreich. Es liegt auf dem Gebiet der Stadt Rhinau im Département Bas-Rhin, nächstgelegener Ort ist aber Diebolsheim. Auf deutscher Seite liegt das gemeindefreie Gebiet Rheinau. Im Gegensatz zu den vier Kraftwerken im Verlauf des Rheinseitenkanals wird das Wasser für das Kraftwerk nur auf einer Länge von etwa 11 Kilometern aus dem Rhein abgezweigt (sog. Schlingenlösung). Für die Schifffahrt wurde im Kraftwerkskanal parallel zum Kraftwerk eine Schleuse mit zwei Schleusenkammern erbaut.
Im Versailler Vertrag erhielt Frankreich 1919 das alleinige Ausbaurecht für den Rhein als Grenzfluss zwischen Deutschland und Frankreich. Das 1963 in Betrieb gegangene Kraftwerk ist Teil von Électricité de France.